# Правоегорлыкский
Правоегорлы́кский — посёлок в составе Труновского района (муниципального округа) Ставропольского края России.

## География
Расстояние до краевого центра: 67 км.
Расстояние до районного центра: 31 км.

## История
В 1972 году Указом Президиума ВС РСФСР посёлок отделения № 1 совхоза им. Кирова переименован в Правоегорлыкский.
До 16 марта 2020 года Правоегорлыкский входил в состав муниципального образования «Сельское поселение Кировский сельсовет».

## Население
| 1989 | 2002 | 2010 | 2014 | 2019 | 2020 |
| ---- | ---- | ---- | ---- | ---- | ---- |
| 283  | ↗351 | ↘328 | ↘300 | ↘243 | ↘198 |

По данным переписи 2002 года, 69 % населения — русские.

## Кладбище
В юго-восточной части посёлка находится открытое кладбище площадью 7 тыс. м².